# Brandon Routh
Brandon James Routh (* 9. října 1979 Norwalk, Iowa) je americký herec a bývalý model. Vyrostl v Iowě a poté se přestěhoval do Los Angeles za hereckou kariérou. Krátce poté se objevil v několika televizních seriálech. V roce 2006 se proslavil hlavní roli ve filmu Superman se vrací, kde ztvárnil roli Supermana. Následovala role v seriálu Chuck a role ve filmech Zack a Miri točí porno a Scott Pillgrim proti zbytku světa. Jeho poslední dlouhodobou rolí bylo ztvárnění hlavní postavy v seriálech stanice CW, zasazených do komiksového světa Arrowverse. Zde se stal představitelem komiksové postavy Atoma (Ray Palmer), nejdříve od roku 2014 v seriálu Arrow a později v roce 2016 i jeho spin-offu Legends of Tomorrow. Nejbližším projektem z oblasti kinematografie, ve kterém můžeme Brandona v budoucnu nalézt, bude nový seriál, připravovaný Netflixem, pod názvem Magic: The Gathering, plánovaný na druhou polovinu roku 2022.

## Životopis
Narodil se v Norwalku v Iowě. Je synem učitelky Catherine LaVonne (rozené Lear) a tesaře Ronala Wayna Routha. Má anglické, skotské, německé a holandské předky. Navštěvoval Norwalk High School, kde hrál různé sporty a byl součástí hudebních a divadelních programů. Jeden rok navštěvoval University of Iowa a toužil po tom stát se spisovatelem. V této době také pracoval jako model.

## Kariéra

### Začátky
V roce 1999 opustil univerzitu a přestěhoval se na Manhattan a později do Los Angeles, kde se stal hercem. Poprvé se objevil ve videoklipu Christiny Aguilery k písničce "What a Girl Wants,. Ten samý rok byl obsazen do seriálu stanice ABC Odd Man Out. V roce 2000 se objevil ve čtyřech epizodách třetí série seriálu Undressed. Krátce na to se objevil v epizodě seriálu Gilmorova děvčata a získal roli v telenovele One Life to Live, kde hrál od roku 2001 do roku 2002.

### Superman
Před obsazením Brandona do filmu Superman se vrací, strávilo studio Warner Bros spoustu času hledáním možné hvězdy filmu. Padly jména jako Nicolas Cage, Josh Hartnett, Brendan Fraser, Paul Walker, Henry Cavill (který se stal Supermanem ve filmu Muž z oceli v roce 2013), James Marsden, Ashton Kutcher, Keanu Reeves, Will Smith a James Caviezel. Režisér Bryan Singer si rozhodl najmout Routha dva měsíce po setkání. Natáčení začalo v Sydney v únoru 2005. Film měl premiéru 28. června 2006 a vydělal 200 milionů dolarů. V roce 2006 získal cenu Spike TV Award v kategorii "Nejlepší superhrdina".

### Další projekty
Objevil se ve filmu Life is Hot in Cracktown a v nezávislém dramatu Lie to Me, po boku své manželky Courtney Ford. Získal roli ve filmu Informátoři, založeném na stejnojmenné novele od Breta Eastona Ellise, ale jeho scény byly nakonec vystřižené. V roce 2008 získal cameo roli ve filmu Zack a Miri točí porno. Také se objevil jako porotce v soutěži Comic Book Challange. 

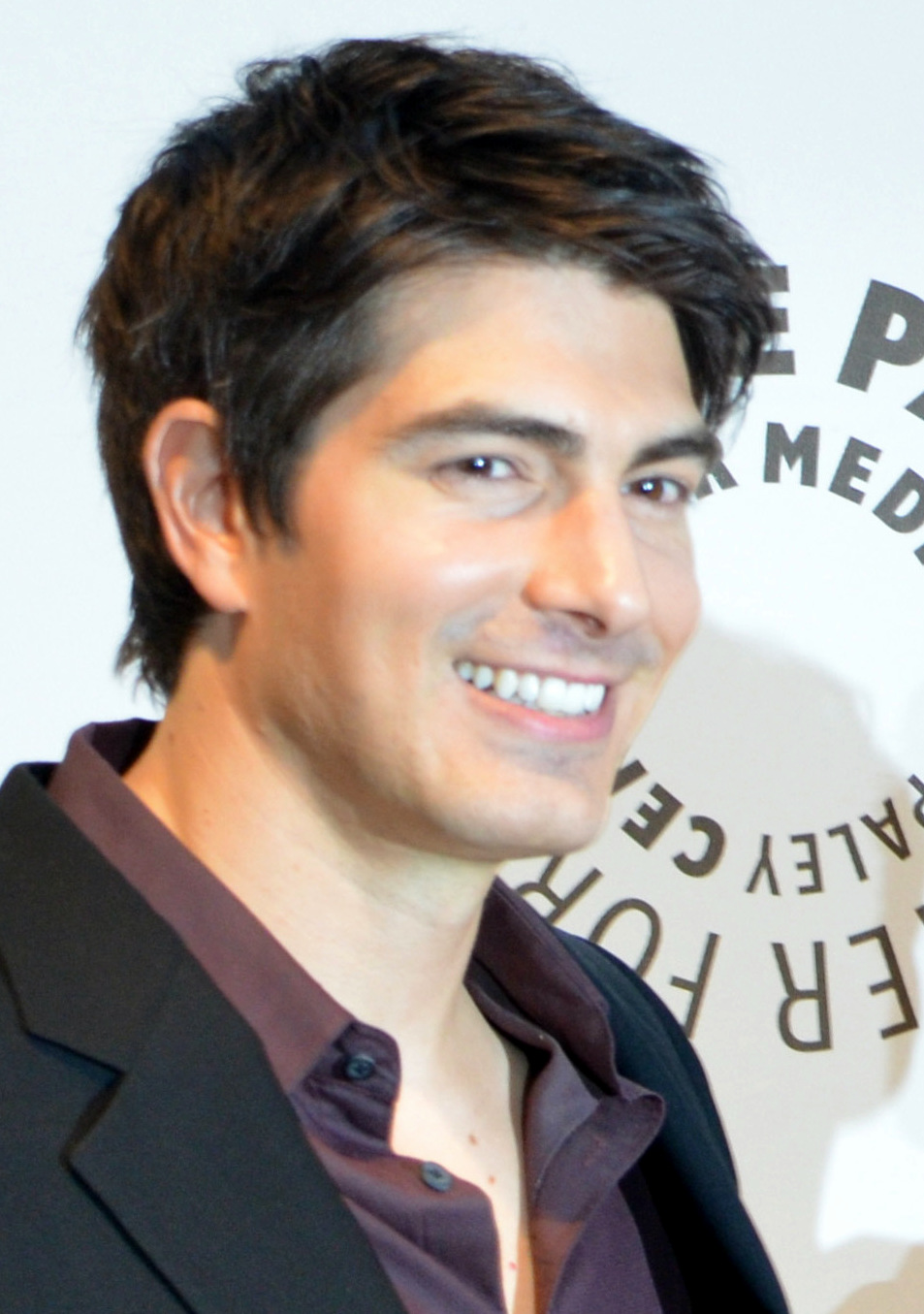
Brandon Routh v září 2012

V lednu 2009 byl oficiálně obsazen do role Todda Ingrima ve filmu Scott Pilgriim proti zbytku světa. Dále ztvárnil postavu Daniela Shawa ve třetí sérii seriálu Chuck.V roce 2011 se objevil ve filmu Dylan Dog - Dead of Night. 22. února 2012 bylo oznámeno, že byl obsazen do seriálu stanice CBS Parťáci, po boku Lucy Davis.
V roce 2013 propůjčil svůj hlas do videohry Call of Duty: Ghosts. Objevil se v jedné epizodě seriálu Millerovi a v epizodách seriálů Chosen a Enlisted.

### Arrowverse
7. července 2014 bylo oznámeno, že si znovu zahraje superhrdinu z komiksu DC a to Raye Palmera / Atoma v seriálu stanice CW - Arrow. Jako vedlejší postava se objevil ve třetí sérii seriálu, která měla premiéru 8. října 2014.
Tvůrci seriálu Arrow, oznámili, že přemýšlí o spin-offu seriálu o Atomovi. V únoru 2015 bylo oznámeno, že spin-off bude zaměřený na super-hrdinský tým, kterého bude Atom součástí. Dále se v seriálu objevily Wentworth Miller, Victor Garber a Caity Lotz. Seriál byl uveden pod názvem Legends Of Tomorrow. Zde se pravidelně objevoval jako hlavní postava, až do 3 epizody 7 série, kdy byl ze seriálu propuštěn. Toto rozhodnutí nepřišlo ze strany Brandona, ale studia, které se rozhodlo ukončit dějovou linku jeho postavy.

## Osobní život
23. srpna 2006 se zasnoubil se svojí přítelkyní, herečkou Courtney Ford a vzali se 24. listopadu 2007 na ranči El Capitan v Santa Barbaře. 10. srpna 2012 se jim narodil syn Leo James.

## Filmografie

### Film
| Rok  | Název                             | Role                | Poznámky |
| ---- | --------------------------------- | ------------------- | --- |
| 2006 | Bestie Karla                      | Tim Peters          | |
| 2006 | Denial                            | Man                 | krátký film |
| 2006 | Superman se vrací                 | Clark Kent/Superman | Empire Award v kategorii Nejlepší mužský nováček Saturn Award v kategorii Nejlepší herec Saturn Award v kategorii Stoupající hvězda Scream Award v kategorii Nejlepší superhrdina ShoWest Award v kategorii Nejlepší hvězda zítřka Nominace - Scream Award v kategorii Průlomové vystoupení Nominace - Teen Choice Award v kategorii Průlomový herec Nominace - Teen Choice Award v kategorii Nejlepší chemie (s Kate Bosworth) Nominace - Teen Choice Award v kategorii Nejlepší rumble |
| 2008 | Lie to Me                         | James               | také producent |
| 2008 | Zack a Miri točí porno            | Bobby Long          | |
| 2009 | Life Is Hot in Cracktown          | Sizemore            | |
| 2009 | Stuntmen                          | Kirby Popoff        | |
| 2009 | Table for Three                   | Scott Teller        | |
| 2009 | Neuvěřitelná láska                | Sám sebe            | cameo |
| 2009 | Nenápadná slečna                  | Milo Beeber         | |
| 2009 | Informátoři                       | Bruce               | vymazané scény |
| 2010 | Odpočívání                        | Agent Jackson       | |
| 2010 | Scott Pilgriim proti zbytku světa | Todd Ingram         | Nominace– Detroit Film Critics Society Award v kategorii Nejlepší obsazení Nominace – Scream Award v kategorii Největší padouch |
| 2011 | Dylan Dog: Dead of Night          | Dylan Dog           | |
| 2011 | Cost of Living                    | Silus               | krátký film |
| 2011 | Number Nine                       | John                | krátký film |
| 2012 | Šampioni lakrosu                  | Joe Logan           | |
| 2014 | Missing William                   | James Anderson      | |
| 2015 | 400 Days                          | kapitán Theo Cooper | |
| 2016 | Lost in the Pacific               | Mike                | |

### Televize
| Rok       | Název                       | Role                               | Poznámky                                              |
| --------- | --------------------------- | ---------------------------------- | ----------------------------------------------------- |
| 1999      | Odd Man Out                 | Connor Williams                    | díl: „You've Got Female“                              |
| 2000      | Undressed                   | Wade                               | 4 díly                                                |
| 2001      | Gilmorova děvčata           | Jess                               | díl: „Narušený koncert“                               |
| 2001–2002 | One Life to Live            | Seth Anderson                      |                                                       |
| 2003      | Odložené případy            | Mladý Henry Phillips               | díl: „Třináctá komnata“                               |
| 2004      | Will a Grace                | Sebastian                          | díl: „Pracháč a zajíček“                              |
| 2004      | Oliver Beene                | Brian                              | díl: „Dibs“                                           |
| 2005      | Awesometown                 | Strážník Dino Wong                 |                                                       |
| 2006      | Batman vítězí               | John Marlowe/Everywhere Man (hlas) | díl: „The Everywhere Man“                             |
| 2008      | Podstata strachu            | Bobby                              | díl: „Community“                                      |
| 2010–2011 | Chuck                       | Daniel Shaw                        | 12 dílů IGN Award v kategorii Nejlepší zloduch (2010) |
| 2012–2013 | Parťáci                     | Wyatt Plank                        | 13 dílů                                               |
| 2013–2014 | Chosen                      | Max Gregory                        | 6 dílů                                                |
| 2013      | Newsreaders                 | Miles Van Cleef                    | epizoda: "Hedge Fun"                                  |
| 2014      | The Exes                    | Steve                              | 2 díly                                                |
| 2014      | Enlisted                    | Brandon Stone                      | 2 díly                                                |
| 2014      | Millerovi                   | Strážník Dixon                     | díl: „Překvapení pro Carol“                           |
| 2014      | The Nine Lives of Christmas | Zachary Stone                      | TV film                                               |
| 2014–2016 | Arrow                       | Ray Palmer/Atom                    | 20 dílů                                               |
| 2015      | Broken People               | Slice                              | mini-seriál, 2 díly                                   |
| 2015      | Impress Me                  | strážník Moore                     | díl: „The Greater Danger“                             |
| 2015–2016 | The Flash                   | Ray Palmer/Atom                    | 2 díly                                                |
| 2015–2021 | Legends of Tomorrow         | Ray Palmer/Atom                    | hlavní role                                           |
| 2016      | Lady Dynamite               | Jack Tripper                       | díl: „Jack and Diane“                                 |
| 2016      | Vixen                       | Ray Palmer/Atom                    | internetový seriál, 3 díly                            |

### Video-hry
| Rok  | Název                | Role                       |
| ---- | -------------------- | -------------------------- |
| 2006 | Superman se vrací    | Clark Kent/Superman (hlas) |
| 2013 | Call of Duty: Ghosts | David "Hesh" Walker (hlas) |

### Hudební video
- Christina Aguilera - "What a Girl Wants" (1999)
- The Lonely Island "Part 1: The Avon Lady" (2006)